# Balfour-deklarationen af 1926
 Ikke at forveksle med Balfour-deklarationen i 1917.
Balfour-deklarationen af 1926 var en erklæring, hvor de selvstyrende Dominions i det Britiske Imperium fik løfte om ligestilling med Storbritannien. Samtidigt fik samarbejdet mellem de selvstyrende lande navnet British Commonwealth (Det britiske Statssamfund).
Erklæringen var en rapport, der blev udarbejdet af et udvalg under Imperiekonferencen i London i efteråret 1926. Udvalgets formand var den erfarne britiske politiker Arthur Balfour. Arthur Balfour havde tidligere været premier- og udenrigsminister. I 1926 var Balfour formand for det britiske statsråd (Lord President of the Council).
I efteråret 1926 blev rapporten behandlet af Imperiekonferencen. I konferencen deltog premierministre og andre ledende politikere fra Det Forenede Kongerige Storbritannien og Nordirland, Commonwealth of Australia, Dominion of Canada, Den irske fristat, Dominion of Newfoundland, Dominion of New Zealand og den Sydafrikanske union. Desuden var Britisk Indien indirekte repræsenteret af det britiske ministerium for Indien (India Office). 
Erklæringen blev til lov, da Det britiske parlament vedtog Westminster-statutten i december 1931. 